# Atuna latifrons
Atuna latifrons är en tvåhjärtbladig växtart som först beskrevs av André Joseph Guillaume Henri Kostermans, och fick sitt nu gällande namn av Ghillean `Iain' Tolmie Prance och Frank White. Atuna latifrons ingår i släktet Atuna och familjen Chrysobalanaceae. Inga underarter finns listade i Catalogue of Life.